# Cantique de Jean Racine
Il Cantique de Jean Racine (Cantico di Jean Racine), Op. 11, è una composizione per coro a voci miste e pianoforte o organo di Gabriel Fauré. Il testo, Verbe égal au Très-Haut (Verbo pari all'Altissimo), è tratto dalla traduzione francese dovuta a Jean Racine dell'inno latino Consors paterni luminis, attribuito a sant'Ambrogio e utilizzato nella liturgia del mattutino del martedì. Fauré compose il brano nel 1864-65 per un concorso interno all'École Niedermeyer di Parigi, in cui vinse il primo premio: il Cantique fu eseguito per la prima volta il 4 agosto 1866 in una versione con accompagnamento di organo e archi. Stilisticamente, vi si possono riscontrare analogie con il successivo Requiem, assieme al quale è oggi spesso eseguito.

## Storia
Nel 1854, a nove anni, Fauré fu ammesso alla scuola di musica sacra fondata da Louis Niedermeyer a Parigi, dove studiò pianoforte, teoria, composizione e lingue classiche. Anche il canto corale faceva parte del curriculum degli studenti. Insegnante di pianoforte avanzato di Fauré era Camille Saint-Saëns, che lo incoraggiò a iniziare l'attività compositiva. Così, nel 1861 Fauré partecipò per la prima volta al concorso compositivo interno alla scuola. Nel 1863 presentò un brano per cinque voci e orchestra basato sul salmo 137, Super flumina Babylonis. Ricevette una menzione, ma non un premio, non avendo rispettato tutte le regole per il concorso. Diciannovenne, nel 1864–65 compose quindi il Cantique de Jean Racine, con cui vinse il primo premio nel concorso del 1865.

Il Cantique fu quindi eseguito per la prima volta il 4 agosto 1866 nella versione per archi e organo. Fauré stesso sedeva alla consolle, inaugurando il nuovo strumento nell'abbazia Saint-Savour di Montivilliers. César Franck, cui il brano era dedicato, lo diresse in un concerto il 15 maggio 1875. Una successiva versione orchestrale, con l'aggiunta dei fiati, ma senza organo, fu scritta da Fauré stesso ed eseguita il 28 gennaio 1906, almeno secondo i programmi della Société de concerts du Conservatoire. In ogni caso, nessuna delle versioni orchestrali venne pubblicata.

## Testo e musica

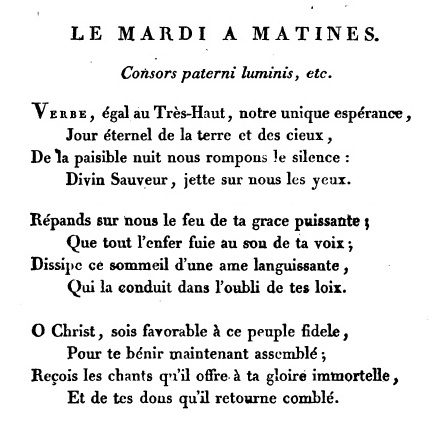
Testo della traduzione di Racine dell'inno Consors paterni luminis

Il testo francese, Verbe égal au Très-Haut, fu scritto da Jean Racine e pubblicato nel 1688 in Hymnes traduites du Bréviaire romain. Si tratta della traduzione dell'inno pseudo-ambrosiano per i mattutini del martedì, Consors paterni luminis. Fauré tuttavia battezzò la sua composizione con il nome di Racine e non come l'originale latino, probabilmente perché preferiva "l'eleganza e la floridità" del testo francese.
Si può riscontrare peraltro nella traduzione un giansenismo latente: non v'è menzione esplicita della paternità divina, mentre il riferimento è addirittura duplice nell'originale; laddove l'inno esorta il fedele a risvegliarsi nel cuore della notte per pregare ed evitare con il sonno di cadere nell'accidia, Racine preferisce invitare il credente a spogliarsi del peso del peccato. Ancora, se la prima strofa latina è inondata dalla luce divina, il testo francese parla del giorno eterno. Queste differenze testimoniano la fede di Racine in una salvezza meno vicina e in una divinità più lontana rispetto all'originale medievale.
| Testo francese | Testo italiano | Testo latino |
| --- | --- | --- |
| Verbe égal au Très-Haut, notre unique espérance, Jour éternel de la terre et des cieux, De la paisible nuit nous rompons le silence : Divin Sauveur, jette sur nous les yeux. Répands sur nous le feu de Ta grâce puissante ; Que tout l'enfer fuie au son de Ta voix ; Dissipe le sommeil d'une âme languissante Qui la conduit à l'oubli de Tes lois! Ô Christ ! sois favorable à ce peuple fidèle, Pour Te bénir maintenant rassemblé ; Reçois les chants qu'il offre à Ta gloire immortelle, Et de Tes dons qu'il retourne comblé. | Verbo pari all’altissimo, Nostra unica speranza, Luce eterna della terra e dei cieli, Della pacifica notte rompiamo il silenzio, Divino Salvatore, degnati di guardarci! Cospargici del fuoco della tua potente grazia, Che tutto l’inferno fugga al suono della tua voce Dissipa il sonno di un’anima languida, Che la induce a dimenticare le tue leggi, O Cristo, sii benevolo verso questo popolo fedele, Ora riunito per benedirti, Accogli i canti che offre alla tua immortale gloria, E fa che ritorni colmo dei tuoi doni. | Consors paterni luminis, Lux ipse lucis et dies, Noctem canendo rumpimus: Assiste postulantibus. Aufer tenebras mentium, Fuga catervas dæmonum, Expelle somnolentiam Ne pigritantes obruat. Sic, Christe, nobis omnibus Indulgeas credentibus, Ut prosit exorantibus Quod præcinentes psallimus. Sit, Christe, rex piissime, Tibi Patrique gloria Cum Spiritu Paraclito In sempiterna sæcula. Amen. |

La musica è in re bemolle maggiore, in tempo comune, Andante. L'introduzione strumentale contiene una dolce melodia consegnata all'imitazione delle voci, un basso altrettanto tranquillo e una parte intermedia caratterizzata dal ritmo terzinato. Il coro entra una voce dopo l'altra, iniziando dai bassi, ognuna introducendo metà di un verso, mentre le voci inferiori accompagnano in omofonia. La seconda strofa è separata dalla prima da un breve interludio simile per struttura all'introduzione, mentre la terza e ultima strofa segue immediatamente come una ripresa. La scrittura corale è stata descritta come "contemporaneamente trasparente e ben bilanciata" (zugleich durchlässig wie klanglich ausgewogen). 
Sono evidenti i richiami a Mendelssohn e a Gounod, ma è già visibile lo stile personale di Fauré. Zachary Gates in un lavoro dedicato al brano afferma: "Le lunghe melodie trascinate e le evidenti appoggiature melodiche ed armoniche nel Cantique fanno parte del lato romantico del brano, ma è certamente presente un che di contemporaneo nella scrittura, nascosto nelle piccole e ben giustificate note atonali presenti nella struttura armonica e nella melodia". Dopo dieci anni di studio di musica sacra, Fauré si dimostra capace di mettere in musica "un testo tanto capace d'ispirazione con un fascino incredibilmente sobrio e rispettoso".
Il Cantique de Jean Racine mostra già analogie con il successivo Requiem, che Fauré compose nel 1887, come la "dignità e la raffinata semplicità" (Würde und die vollendete Einfachheit). Tali opere sono spesso eseguite insieme in concerti e registrazioni.

## Discografia
Il Cantique de Jean Racine è stato inciso spesso, di sovente assieme al Requiem di Fauré. Paavo Järvi diresse nel 2011 entrambi i lavori, assieme alla prima registrazione di Super flumina Babylonis, con l'Orchestre de Paris e il relativo coro. Una registrazione di entrambi i brani nella versione originale è stata pubblicata nel 2014 con il coro del King's College di Cambridge e l'Orchestra of the Age of Enlightenment, sotto la direzione di Stephen Cleobury.